# Theo Heimann
Theo Heimann (* 1. Mai 1911 in Reichenbach; † 19. August 1979 in Zollikon) war ein Schweizer Radrennfahrer.
Theo Heimann war von 1931 bis 1944 Radprofi. In seinem ersten Profijahr wurde er Zweiter bei Bern–Genf, 1933 belegte er den dritten Platz bei der Schweizer Meisterschaft im Strassenrennen. 1936 gewann er die Nordwestschweizer Rundfahrt. Er startete auch bei der Tour de France. Die Tour de Suisse bestritt er fünfmal, sein bestes Resultat in der Gesamtwertung war der 12. Platz 1934.
Ab 1939 legte Heimann seinen Schwerpunkt auf Steherrennen. In dieser Disziplin wurde er dreimal (1939, 1941 und 1944) Schweizer Meister.